# 泰鲁
泰鲁（法語：Terrou，法語發音：[tɛʁu]）是法国洛特省的一个市镇，属于菲雅克区。

## 地理
泰鲁（44°47'1"N, 1°59'1"E）面积9.94 平方千米，位于法国奧克西塔尼大區洛特省，该省份为法国西南部内陆省份，北起顺时针与科雷兹省、康塔爾省、阿韦龙省、塔恩-加龙省、洛特-加龍省和多尔多涅省接壤。
与泰鲁接壤的市镇（或旧市镇、城区）包括：拉迪拉、埃斯佩鲁、戈尔斯、拉巴蒂德、莫利耶尔、凯尔西地区圣莫里斯、圣梅达尔尼库尔比。

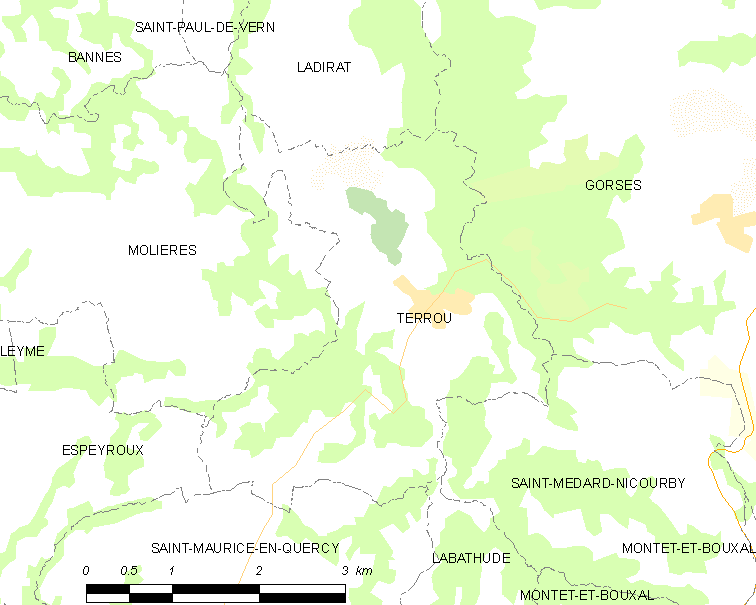
泰鲁的OSM定位图

泰鲁的时区为UTC+01:00、UTC+02:00（夏令时）。

## 行政
泰鲁的邮政编码为46120，INSEE市镇编码为46314。

## 政治
泰鲁所属的省级选区为拉卡佩勒马里瓦勒县。

## 人口

1962-2008年间泰鲁人口变化图示

泰鲁于2022年1月1日时的人口数量为175人。